# 設計教育
設計教育是一种教育理论以及应用方法、服务及环境。它包括了对多个学科的设计比如平面设计、用户界面设计、网页设计、包装设计、工业设计、時尚設計、信息设计、室内设计、可持续发展、跨时代设计以及通用设计。